# 1996年アトランタオリンピックのモザンビーク選手団
1996年アトランタオリンピックのモザンビーク選手団（1996ねんアトランタオリンピックのモザンビークせんしゅだん）は、1996年7月19日から8月4日にかけてアメリカ合衆国のジョージア州アトランタで開催された1996年アトランタオリンピックのモザンビーク選手団、およびその競技結果。

## 概要
今大会は銅メダル1個、合計1個のメダルを獲得した。
陸上女子800mでマリア・ムトラが銅メダルを獲得し、モザンビークにオリンピック初メダルをもたらした。

## メダル
| メダル | 選手名         | 競技 | 種目     |
| ------ | -------------- | ---- | -------- |
| 銅     | マリア・ムトラ | 陸上 | 女子800m |